# Valea Bekaa
Valea Bekaa (în arabă البقاع, tradus ca vale) este o depresiune tectonică situată în partea de est a Libanului, între Munții Liban la vest și Munții Antiliban la est. Reprezintă extensia nord-estică a Marelui Rift African, are lungimea de circa 120 km și este lată de 16 km. 

Harta fizică a zonei, valea Bekaa este marcată cu Bk

Reprezintă principala regiune agricolă libaneză, datorită climatului de tip mediteraneean, caracterizat prin ierni umede, însoțite de căderi de zăpadă și veri călduroase. Se remarcă o diferență a cantităților medii anuale de precipitații între partea centrală (610 mm) și nord (230 mm), fapt datorat prezenței munților Liban, ce reprezintă o barieră naturală în calea maselor de aer umede ce vin dinspre Mediterana. 

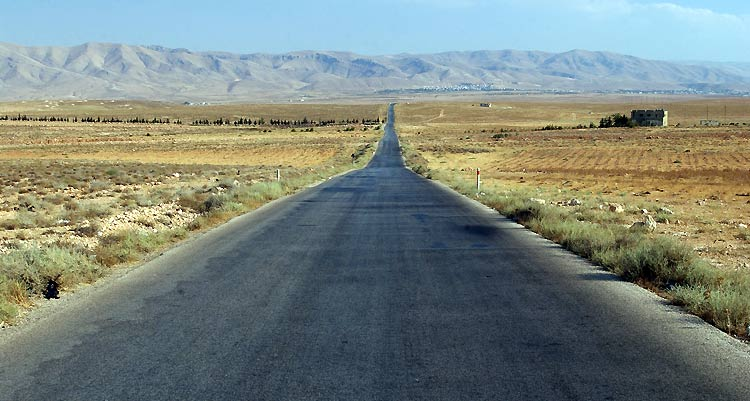
Drum în Bekaa

Din această zonă își au obârșiile râurile Orontes - care curge spre nord - și Litani, care este orientat spre sud. Valea Bekaa este cunoscută și sub denumirea de Depresiunea Bekaa.